# Паливна система

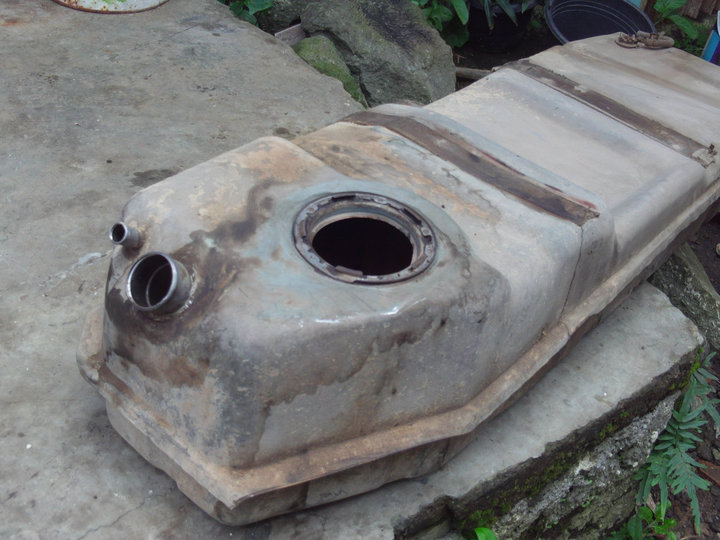
Паливний бак легкового автомобіля

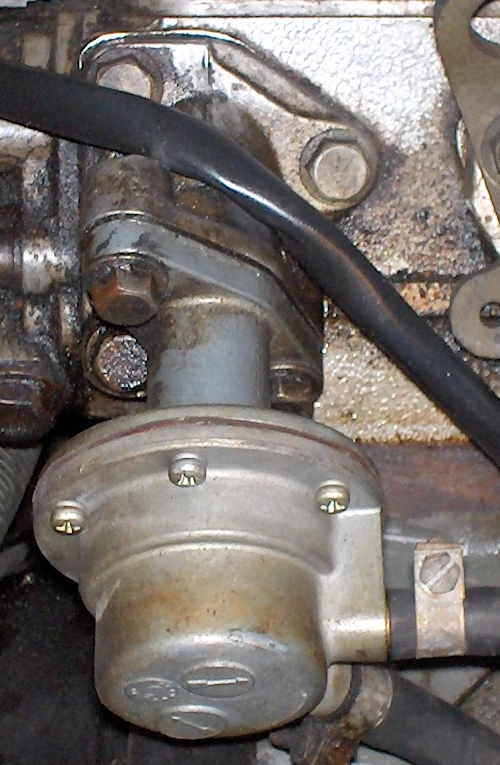
Паливний насос низького тиску з механічним приводом

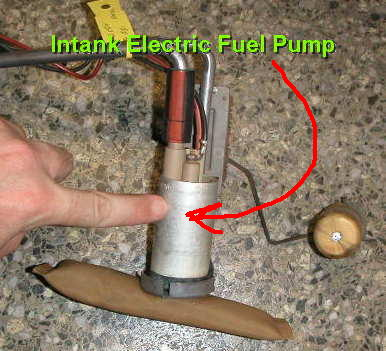
Паливний насос низького тиску з електричним приводом

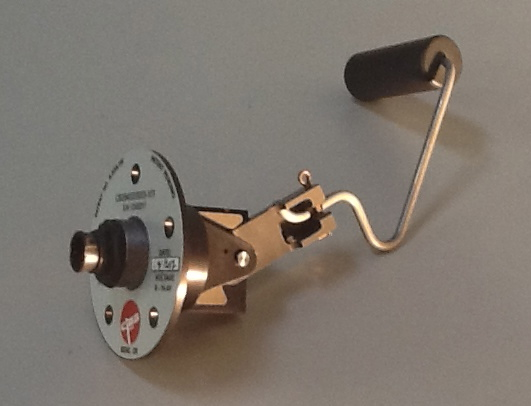
Магнеторезистивний датчик рівня пального в баку

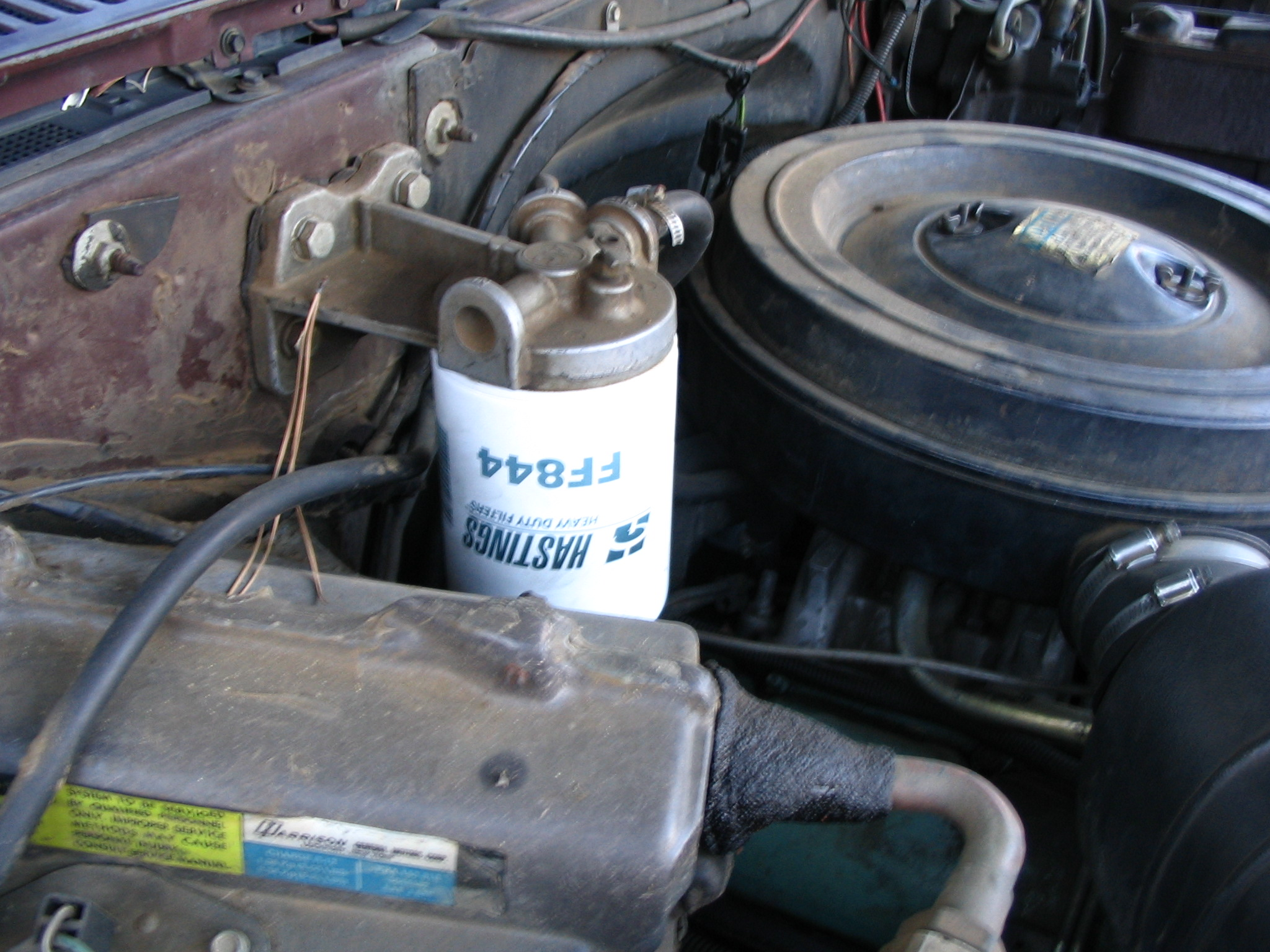
Паливний фільтр

Па́ливна систе́ма (англ. fuel system) або систе́ма подава́ння пально́го або систе́ма жи́влення ДВЗ — комплекс апаратури в двигунах внутрішнього згоряння, що призначений для живлення двигуна пальним, а також його зберігання й очищення.
За ДСТУ 2414-94: Паливна система — система для приймання, видавання, зберігання, перекачування, очищення, підігріву й подавання палива до котлів, газотурбінних двигунів та двигунів внутрішнього згорання.

## Класифікація
Залежно від того, який пристрій використовується для утворення паливо-повітряної суміші в автомобільній техніці розрізняють два види паливних систем:
- інжекторна система подавання палива — у якій дана функція покладається на форсунку (для дизельних двигунів та інжекторних бензинових двигунів);
- система подавання пального на базі карбюратора — у якій основним пристроєм утворення паливо-повітряної суміші є карбюратор (для карбюраторного двигуна)

## Будова
Конструкція паливної системи автомобіля включає паливний бак, паливний насос, паливний фільтр, систему впорскування, які послідовно з'єднані паливопроводами.
Паливна система бензинового і дизельного двигунів має, в основному, аналогічну будову. Принципові відмінності має лише система впорскування.
Паливний бак призначений для зберігання запасу палива, необхідного для роботи двигуна. Паливний бак в легковому автомобілі зазвичай розташовується в задній частині на днищі кузова. Ємність паливного бака забезпечує в середньому 500…600 км пробігу конкретного автомобіля. Паливний бак ізольований від атмосфери. Вентиляцію паливного бака здійснює система вловлювання випарів бензину.
Паливний насос подає паливо в систему уприскування чи карбюратор і підтримує робочий тиск у паливній системі. Паливний насос встановлюється в паливному баку і має електричний привід. У моделях двигунів старіших конструкцій паливний насос розташовувався на блоці циліндрів і урухомлювався від рухомих механізмів двигуна. За необхідності використовується додатковий (підпомповувальний) насос.
У дизельних двигунах і бензинових двигунах із системами безпосереднього впорскування встановлюється паливний насос високого тиску.
У паливному баку разом з насосом встановлюється датчик рівня палива. Конструкція датчика включає поплавець і потенціометр. Переміщення поплавця при зміні рівня палива в баку призводить до зміни положення потенціометра. Це, в свою чергу, призводить до підвищення опору в ланцюзі і зменшенню напруги на покажчику запасу палива.
Очищення палива, яке надходить з паливного бака здійснюється в паливному фільтрі. На сучасних автомобілях в паливний фільтр вбудований редукційний клапан, який регулює робочий тиск в системі. Надлишки палива відводяться від клапана по зливному паливопроводу. На двигунах з безпосереднім уприскуванням палива редукційний клапан в паливному фільтрі не встановлюється.
Паливо в системі циркулює паливопроводами. Розрізняють подавальний і зливний паливопроводи. В подавальному паливопроводі підтримується робочий тиск. По зливному паливопроводу надлишки палива видаляються в паливний бак.
Система упорскування призначена для утворення паливо-повітряної суміші за рахунок упорскування палива. У бензинових двигунах конструкцій до 1980-х років функція утворення паливо-повітряної суміші покладалась на карбюратор.

## Принцип роботи
Робота паливної системи відбувається наступним чином. При включенні замка запалювання авто паливний насос подає пальне в систему. Після запуску двигуна паливний насос нагнітає паливо в пристрій для змішування палива і повітря. Далі паливо надходить в систему упорскування, де відбувається розпорошення та утворення паливо-повітряної суміші.
Перед насосом або вже після нього паливо проходить через фільтр тонкого очищення палива. Струмінь повітря змішується з паливом в камері змішувача і утворює горючу суміш. Впускний клапан (їх може бути і декілька) відкривається, і горюча суміш надходить в циліндр, де на певному такті згорає. Після згорання відкривається випускний клапан і продукти згоряння через випускний колектор трубопроводами надходять в глушник, а звідти виводяться в атмосферу. Однак система безпосереднього впорскування палива відрізняється від описаної тут тим, що повітря з паливом змішується безпосередньо в камері згоряння а через впускний клапан надходить саме повітря.
На деяких автомобілях робочий тиск у паливній системі створюється при відкритті дверей водія (включається паливний насос).